# Хайд, Генри
Ге́нри Джон Хайд (англ. Henry John Hyde; 18 апреля 1924 — 29 ноября 2007) — американский политик-республиканец, бывший член Палаты представителей США с 1975 по 2007 год, представлял 6-й округ штата Иллинойс, район северо-западных пригородов Чикаго, который включал Международный аэропорт О'Хара. С 1995 по 2001 год он возглавлял судебный Комитет, а с 2001 по 2007 год Комитет Палаты представителей США по иностранным делам.

## Ранняя жизнь
Хайд родился в Чикаго, штат Иллинойс, в семье Моники (Келли) и Генри Клэя Хайда. Его отец был англичанином, а мать ирландкой католичкой. Его семья поддерживала демократическую партию. Он учился в университете Дьюка, где он присоединился к братству Сигма Чи, окончил Джорджтаунский университет и получил степень юриста в университете Лойола. Хайд играл в баскетбол за Джорджтаун Хойас, где он помог команде пройти на игру чемпионата 1943 года. Он служил во флоте во время Второй Мировой Войны. Он оставался в военно-морском резерве с 1946 по 1968 год, как офицер, отвечающий за военно-морскую разведку резервного подразделения в Чикаго. Вышел в отставку в звании капитана. В 1955 году Хайд присоединился к рыцарям Колумба и был членом Совета отца Макдональда 1911 года в Элмхерсте, штат Иллинойс.
Он был женат на Жанне Симпсон Хайд с 1947 года до ее смерти в 1992 году; у него было четверо детей и четверо внуков.

## Политическая карьера
Политические взгляды Хайда начали дрейфовать вправо после его студенческих лет. К 1952 году он стал республиканцем и поддержал Дуайта Эйзенхауэра на посту президента. Он впервые баллотировался в Конгресс в 1962 году, уступив действующему демократу Роману Пучински в 11 округе.
Хайд был избран в палату представителей Иллинойса в 1967 году и был лидером большинства с 1971 по 1972 год. Он проработал в палате представителей Иллинойса до 1974 года, когда был избран в палату представителей США в ноябре 1974 года, катастрофического для республиканцев после скандала Уотергейта, он был одним из немногих кандидатов кто выиграл выборы. Он схлестнулся в жёсткой борьбе с бывшим прокурором округа Кук Эдвардом Ханраханом, но победил с отрывом на 8000 голосов.

### Политическая позиция и законопроекты
Хайд был одним из самых ярых и настойчивых противников абортов в американской политике и был главным спонсором поправки Гайда к законопроекту об Ассигнованиях Палаты представителей, который запрещал использование федеральных средств для оплаты выборных абортов через Медикейд. Однако в 1981 году он и сенатор США Джейкоб Гарн от Юты, еще один сторонник запрета абортов, вышли из Национального Комитета политических действий в знак поддержки жизни, когда его исполнительный директор Питер Джемма выпустил "хит-лист", чтобы указать каждого члена от обеих палат Конгресса, выступающих за аборты. Хайд сказал, что такие списки контрпродуктивны, потому что они создают безотзывную рознь среди законодателей, любой из которых может подвергнуться атаке от такого рода "отдельного вопроса". Джемма сказал, что он был удивлен уходом Гарна и Хайда из комитета ПКК, но продолжал продвигать планы потратить 650 000 долларов на выборы 1982 года от имени кандидатов, выступающих против абортов.
Он был одним из спонсоров закона о предупреждении насилия, требующий проверки для покупателей оружия, Хайд ушёл из своей партии в 1994 году, когда он поддержал запрет на продажу полуавтоматического огнестрельного оружия. По словам Хайда, первоначального спонсора закона о семейных отпусках, данный закон способствовал "капитализму с человеческим лицом".
Он также участвовал в дебатах по: американо-советским отношениям, политике в Центральной Америки, Закону о военных державах, расширении НАТО и расследовании дела Иран-контрас, и спонсировал Закон о реформе Организации Объединенных Наций 2005 года, законопроект, который связывает оплату американских взносов за военные операции Организации Объединенных Наций с реформой управления учреждения.

### Комитет палаты представителей
Хайд был членом судебного Комитета Палаты представителей в течение всего срока его пребывания в палате. Он был его председателем с 1995 по 2001 год, в течение этого срока он был в качестве ведущего "менеджера" во время процесса по импичменту президента Клинтона.
С 1985 по 1991 год Хайд был республиканцем в специальном Комитете Палаты представителей по разведке. Хайд и старший демократ Комитета, представитель США Том Лантос, являются авторами проекта "Всемирной реакции Америки" на кризис ВИЧ/СПИДа в 2003 году и знакового закона об иностранной помощи, создающего корпорацию "Вызовы тысячелетия" и расширяющего финансирование США для успешных инициатив микропредприятий.

### Сберегательный и кредитных скандал
В 1981 году, после ухода из банковского Комитета Палаты представителей, Хайд вошел в совет директоров федеральные сбережения и займы Клайда, чей председатель был одним из политических вкладчиков Хайда. Согласно Salon.com с 1982 года до ухода из Совета директоров в 1984 году Хайд использовал свое положение в Совете директоров для поощрения инвестиций сбережений и займов в рискованные финансовые предприятия. В 1990 году федеральное правительство объявило Клайда конкурсным управляющим и выплатило 67 млн. долларов. В 1993 году Resolution Trust Corporation подала в суд на Хайда и других директоров за 17,2 млн. долларов. Четыре года спустя, до досудебного расследования и дачи показаний, правительство договорилось с обвиняемыми о выплате 850,000 $ и заключило мировое соглашение, освобождающее Хайда от уплаты чего-либо. Согласно Salon.com Хайд стал единственным членом конгресса, подавшим в суд за "грубую халатность" в случае неудачи.

### Расследование Иран-контрас
В качестве члена комиссии конгресса, расследующей дело Иран-Контра, Хайд энергично защищал администрацию Рональда Рейгана и ряд участников, которых обвиняли в различных преступлениях, в частности Оливера Норта. Цитируя Томаса Джефферсона, Хайд утверждал, что, хотя различные люди лгали в показаниях перед Конгрессом, их действия были оправданы, потому что они поддерживали цель борьбы с коммунизмом.

### Импичмент Клинтона
Хайд утверждал, что на палате лежит Конституционный и гражданский долг отстранить Билла Клинтона от должности за лжесвидетельство. В резолюции об Импичменте Президента Хайд писал:
То, что мы говорим вам сегодня, — это не бред какого-то огромного правого заговора, а подтверждение набора ценностей, которые запятнаны и потускнели в наши дни, но это шанс для нас, чтобы восстановить их, дабы наши отцы-основатели гордились нами. Это ваша страна — Президент-наш знаменосец, пред нашим народом. Флаг падает, друзья мои, я прошу вас подхватить падающий флаг, когда мы идём на встречу с историей.
Клинтон был обвинен Палатой по двум обвинениям: лжесвидетельство и препятствование правосудию. Хайд, который был главным прокурором при президентском суде, в своем заключительном слове заявил:
Неспособность осудить сделанное заявление о том, что ложь под присягой, хотя и неприятна и ее следует избегать, не так уж серьезна... Мы сократили ложь под присягой до нарушения этикета, но только если вы Президент... А теперь давайте все займем свое место в истории на стороне чести, и, о-о, да, пусть все будет хорошо.
Несмотря на усилия Хайда, Президент Клинтон был оправдан как за лжесвидетельство, так и за препятствование правосудию. С большинством в две трети голосов, необходимых для осуждения, только 45 сенаторов проголосовали за осуждение по обвинению в лжесвидетельстве и только 50 по обвинению в воспрепятствовании осуществлению правосудия.

### Внебрачная связь
В то время как Хайд занимался импичментом Президента Билла Клинтона в деле Моники Левински, выяснилось, что Хайд сам провел имел роман с Шерри Снодграсс, которая также была замужем. Хайд признался о романе и назвал эти отношения как простую "юношескую неосмотрительность". Ему был 41 год, и он женился, когда произошел роман. Хайд сказал, что роман закончился, когда муж Снодграсс столкнулся с миссис Хайд. В то время Снодграсс также был женат и имел троих детей.
В 1967 году Снодграссы развелись. Хайды помирились и оставались в браке до смерти миссис Хайд в 1992 году.

### 11 сентября и война в Ираке
В качестве председателя Комитета по международным отношениям Хайд участвовал в некоторых прениях на самом высоком уровне, касающихся реагирования на террористические акты 11 сентября 2001 года. После терактов 11 сентября Хайд предостерег от нападения на Ирак в отсутствие четких доказательств иракского соучастия, сказав Роберту Новаку из CNN, что это "было бы большой ошибкой". Однако год спустя он проголосовал в поддержку резолюции Палаты представителей от 10 октября 2002 года, которая разрешила президенту начать войну с Ираком. В ответ на резолюцию представителя Рона Пола, требующей официального объявления войны, Хайд заявил: "в Конституции есть вещи, которые со временем обогнали события. Объявление войны - одна из них.... Неуместно, анахронично, это больше не делается."
В 2006 году, Хайд сделал следующее замечание в отношении провозглашенной цели Администрации Буша по продвижению демократии на Ближнем Востоке:
Навязывание наших интересов неизбирательному продвижению демократии - это заманчивая идея, но необоснованная, скорее прыжок веры, чем трезвый расчет. Есть и другие негативные последствия. Широкое и энергичное развитие демократии в других странах, которые не будут пользоваться нашим долгосрочным и руководящим присутствием, может приравниваться не к миру и стабильности, но к революции.

## Отставка
Хайд переизбирался 15 раз без существенной оппозиции. Это было главным образом потому, что со временем его район был продвинут дальше в графство Ду-Пейдж, давний бастион пригородного республиканцев. Однако на рубеже веков демография его округа изменилась, в результате чего его соперница - Демократка Кристин Кегелис в 2004 году набрала более 44% голосов ближайшей гонке с Хайдом с момента его первого баллотирования на место. 18 апреля 2005 года (в свой 81-й день рождения) Хайд объявил на своем веб-сайте, что он уйдет в отставку по истечении срока своих полномочий (в январе 2007 года). Несколькими днями ранее сообщалось, что республиканцы Иллинойса ожидали этого объявления, и далее сообщалось, что сенатор штата Иллинойс Питер Роскам стал ведущим претендентом на выдвижение кандидатуры от Республиканской партии. В августе 2005 года Хайд утвердил Роскама своим преемником.

### Орден Святого Григория
Хайд был награждён папским рыцарем орденом Святого Григория папой Бенедиктом XVI в 2006 году в знак признания его давней поддержки политических вопросах, важных для Римско-католической церкви.

### Президентская медаль свободы
Хайд получил президентскую медаль свободы, высшую гражданскую награду страны, 5 ноября 2007 года. Хайд был госпитализирован после операции на открытом сердце и поэтому не смог присутствовать на церемонии награждения лично.

## Смерть
Хайд умер 29 ноября 2007 года в медицинском центре университета Раш в Чикаго после осложнений от операции на сердце в медицинском центре Провена Мерси в Авроре, штат Иллинойс несколькими месяцами ранее. У него осталась вторая жена, Джуди Вулвертон, и четверо детей от первого брака с Жанной Симпсон Хайд.